# Micro-Partitioning
Micro-Partitioning（マイクロ・パーティショニング）は、IBMの仮想化技術の1つであり、POWER5を搭載したSystem pやSystem iで登場した。ファームウェアである POWER ハイパーバイザ の機能によって、物理プロセッサーの複数LPARでの共有と、CPU使用率などの構成と管理を提供する。POWER5 以降のシステムでは、全てのシステムはハイパーバイザの上で稼働する。

## 概要
POWER ハイパーバイザ(PHYP)は、タイムスライスを行い、全てのハードウェア割り込みを管理し、複数のオペレーティングシステム間のリソースの動的な変更を行い、LPARにワークロードをディスパッチする。
LPARは以下の2種類があり、それぞれ複数作成でき、また2種類混在もできる。
- 専用プロセッサー・パーティション (Dedicated Processor Partition)
- 共用プロセッサー・パーティション (Shared Processor Partition)

POWERハイパーバイザによって共用プロセッサー・パーティションが起動されると、必要であれば構成と現在の使用可能状況によって、各LPARは一定の処理能力(CPU使用率)と仮想プロセッサの数が保障される。プロセッサの能力は、共用プロセッサー・プールより引き出され、割り当てられる。
共用プロセッサー・パーティションへのプロセッサー能力の割当は、最小が物理プロセッサコアの 1/10 で、1/100 単位で増加できる。POWERハイパーバイザは 10 ms 単位のタイムスライスを行い、全ての共用プロセッサー・パーティションの仮想プロセッサーのキューを、物理プロセッサコアへのキューにスケジューリングする。
共用プロセッサー・パーティションは更に、以下の2つのモードを選択できる。
- 上限あり LPAR (capped partition)
- 上限なし LPAR (uncapped partition)

上限あり LPAR は構成された処理能力を超える事はできない。しかし上限なし LPAR は、共用プロセッサー・プールに余裕がある場合は設定されたプロセッサ能力を超えて、仮想プロセッサ数の 100% までのプロセッサ能力を使用できる。
共用プロセッサー・パーティションがDLPARを使用できる場合は、仮想プロセッサの数や処理能力の設定を、パーティション単位で動的に変更できる。

## 参照
1. ↑  firmware